# Dybbøl
Dybbøl – miasto w Danii, w regionie Dania Południowa, w gminie Sønderborg.
Podczas II wojny o Szlezwik 18 kwietnia 1864 roku w okolicy miała miejsce bitwa pod Dybbøl.